# Ян Бинь (бизнесмен)
Ян Бинь (кит. упр. 杨斌, пиньинь Yáng Bīn, 1961) — китайско-голландский бизнесмен, осуждённый за мошенничество. Ян был освобожден из тюрьмы 26 сентября 2016 года.

## Биография
Ян Бинь служил в китайском флоте. В 1987 году он переехал в Нидерланды, где получил политическое убежище и основал фирму занимавшуюся производством текстиля. В 1995 он вернулся в Китай и основал компанию по выращиванию орхидей в Шэньяне. Впоследствии он стал заниматься недвижимостью и туристическим бизнесом. В 2001 журнал Forbes оценивал его состояние в 900 миллионов долларов, поставив его на второе место в рейтинге самых богатых китайцев. В 2002 Ян Бинь был назначен управляющим САР Синыйджу в Северной Корее. Однако 4 октября 2002 года он был арестован китайскими властями и помещен под домашний арест. В июле 2003 года суд в Шэньяне признал его виновным в мошенничестве, даче взяток, подделке документов и незаконном использовании земли. Ян Бинь был осуждён на 18 лет лишения свободы и штрафован на 2.3 миллиона юаней (277,100 долларов).